# Bukik Gadang
Bukik Gadang is een bestuurslaag in het regentschap Sawah Lunto van de provincie West-Sumatra, Indonesië. Bukik Gadang telt 1235 inwoners (volkstelling 2010).